# Psyche minutella
Psyche minutella är en fjärilsart som beskrevs av Antoine François, comte de Fourcroy 1785. Psyche minutella ingår i släktet Psyche och familjen säckspinnare. Inga underarter finns listade.